# 欧布雷维尔
欧布雷维尔（法語：Aubréville，法語發音：[obʁevil]）是法国默兹省的一个市镇，属于凡尔登区。

## 地理
欧布雷维尔（49°8'36"N, 5°4'53"E）面积28.99 平方千米，位于法国大東部大區默兹省，该省份为法国西北部内陆省份，北与比利时接壤，西接马恩省和阿登省，南至上马恩省和孚日省，东临默尔特-摩泽尔省。
与欧布雷维尔接壤的市镇（或旧市镇、城区）包括：阿沃库尔、阿戈讷地区克莱蒙、蒙采维尔、阿戈讷地区讷维利、雷西库尔、沃夸。

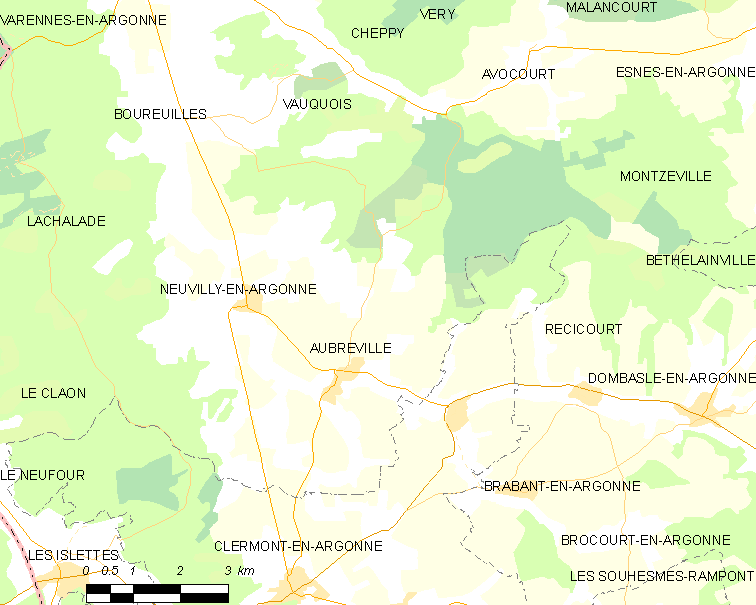
欧布雷维尔的OSM定位图

欧布雷维尔的时区为UTC+01:00、UTC+02:00（夏令时）。

## 行政
欧布雷维尔的邮政编码为55120，INSEE市镇编码为55014。

## 政治
欧布雷维尔所属的省级选区为阿戈讷地区克莱蒙县。

## 人口

1962-2008年间欧布雷维尔人口变化图示

欧布雷维尔于2022年1月1日时的人口数量为367人。